# آسف - آسف (أغنية كورية)
 آسف، آسف  (بالإنجليزية: SORRY SORRY)‏ هي أغنية للفرقة الكورية العالمية SUPER JUNIOR وقد حصلت على 42,151,351 مرة مشاهدة في موقع يوتيوب، أما نسخة الرقص فحصلت على 15,860,426 مرة مشاهدة .